# Johannes Skalweit

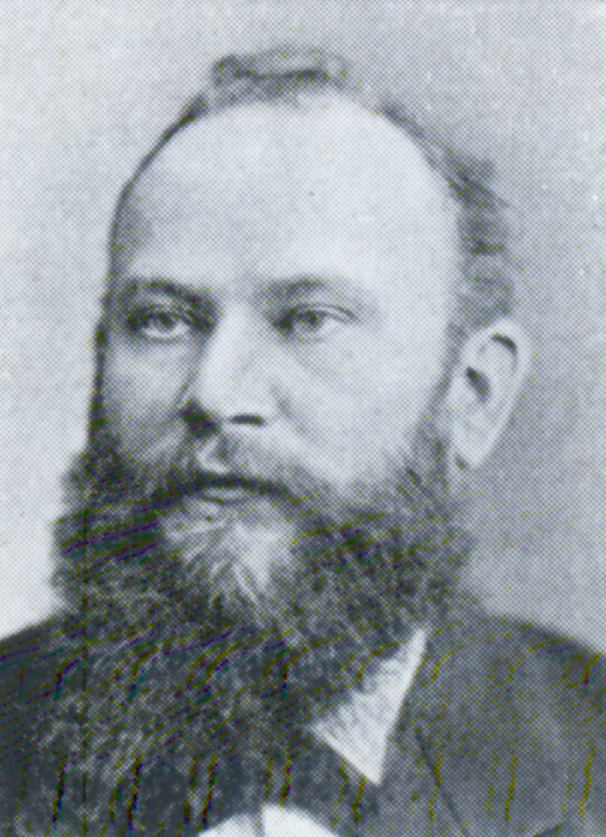
Johannes Skalweit

Johannes Skalweit (* 23. Juni 1844 in Labiau, Ostpreußen; † 4. September 1887 in Hannover, Niedersachsen) war ein deutscher Chemiker und Hochschullehrer. 

## Leben
Skalweit wurde 1870 in Tübingen zum Dr. rer. nat. promoviert. Seine Dissertation trug den Titel „Einige Versuche aus dem Gebiet der organischen Chemie“ (Verlag H. Laupp, Tübingen 1870).
Im Jahr 1872 war er Leiter des von ihm eingerichteten Labors der chemischen Fabrik von Eugen de Haën (heute: Riedel-de Haën) in Hannover-List. In den Jahren 1877 bis 1879 war Chemiker am Untersuchungsamt für Lebensmittel. Ab 1879/1880 war Skalweit Privatdozent für öffentliche Gesundheitspflege an der Technischen Hochschule Hannover.
In den 1880er Jahren war Skalweit Mitglied und Geschäftsführer des „Vereins analytischer Chemiker“, als solcher auch verantwortlicher Redakteur des Vereinsorgans „Repertorium der analytischen Chemie für Handel, Gewerbe und öffentliche Gesundheitspflege“.

## Werke (Auswahl)
- Repertorium der analytischen Chemie für Handel, Gewerbe und öffentliche Gesundheitspflege. Wochenblatt für die gesamte angewandte Chemie. Organ des Vereins analytischer Chemiker. 1.–7. Jahrgang; 2. Januar 1881 bis 31. Dezember 1887, Verlag L. Voss, Leipzig 1881 bzw. Hamburg/Leipzig 1882–1887.
- Paul Trommsdorff: Der Lehrkörper der Technischen Hochschule Hannover 1831–1931, Hannover 1931, S. 41.